# Lee Wan
Lee Wan (nacido Kim Hyung-soo; Nam, Ulsan, 3 de enero de 1984) es un actor surcoreano.

## Vida personal
Tiene dos hermanas mayores, una de ellas es la actriz Kim Tae-hee.
Inició su servicio militar obligatorio el 12 de julio de 2010, el cual completó el 23 de abril de 2012, en la base estuvo con Lee Dong Gun, Andy, Kim Ji Hoon, Lee Jun Ki, Kim Ji Suk y Park Hyo Shin y Lee Dong Wook. 
Comenzó a salir con la jugadora de golf profesional Lee Bo-mi, en septiembre la pareja anunció que se había comprometido, y se casaron el 28 de diciembre del 2019.

## Carrera
En agosto de 2019 se anunció que se había unido a la agencia "Story J Company".

## Filmografía

### Televisión
- My Fair Lady (SBS, 2003)
- Nursery Story (MBC, 2003)
- Escalera al cielo (SBS, 2003)
- Snow White: Taste Sweet Love (KBS2, 2004)
- Little Women (SBS, 2004)
- Let's Go to the Beach (SBS, 2005)
- Tree of Heaven (SBS, 2006)
- Magnolia no Hana no Shita de (Fuji TV, 2007)
- In-soon Is Pretty (KBS2, 2007)
- Ryokiteki na Kanojo (TBS, 2008) (cameo)
- Swallow the Sun (SBS, 2009)
- It's Not Over Yet (SNS, 2013)
- Our Gap-soon (SBS, 2016–2017)

### Cine
- Veronika Decides to Die (2005)
- Once Upon a Time in Seoul (2008)
- Northern Limit Line (2015)

### Programas de variedades
- Law of the Jungle in Komodo (2017-, participante ep. 274-presente)
- Running Man (2016 - Invitado ep. 292)

### Presentador
| Año  | Título                      | Notas          |
| ---- | --------------------------- | -------------- |
| 2019 | Soribada Best K-Music Award | co-presentador |

### Anuncios
| Año | Título            | Notas               |
| --- | ----------------- | ------------------- |
| -   | ''Pizza Hut CF #3 | junto a Han Ye Seul |